# Воргаш
Воргаш — деревня в составе Темпового сельского поселения Талдомского района Московской области. Население — 65 чел. (2010).
Расположена в двух-трёх километрах к северу от села Великий Двор у границы с Тверской областью, за которой находится Титовское сельское поселение Кимрского района.
Название происходит от мерянского слова во́рга — «топкая низина» (карельск. orgo «сырая низина», фин. orku, эст. org).
Образовалась как поселок при Дубненском торфопредприятии во времена СССР. В поселке было несколько узкоколейных дорог для перевозки торфа, одна из которых выходила к станции Лебзино. В 1966 году построена автодорога Талдом — Воргаш. После перестройки предприятие закрылось, узкоколейные дороги разобрали. Земли торфопредприятия были заняты дачными кооперативами и садоводческими товариществами. В 2004 году Воргаш потерял статус посёлка и стал деревней.
Ходят регулярные автобусные рейсы до Талдома. Расстояние до Талдома десять километров.
До муниципальной реформы 2006 года входила в Великодворский сельский округ.

## Население
| 2002 | 2006 | 2010 |
| ---- | ---- | ---- |
| 83   | ↘71  | ↘65  |